# Fundamentalismo islámico

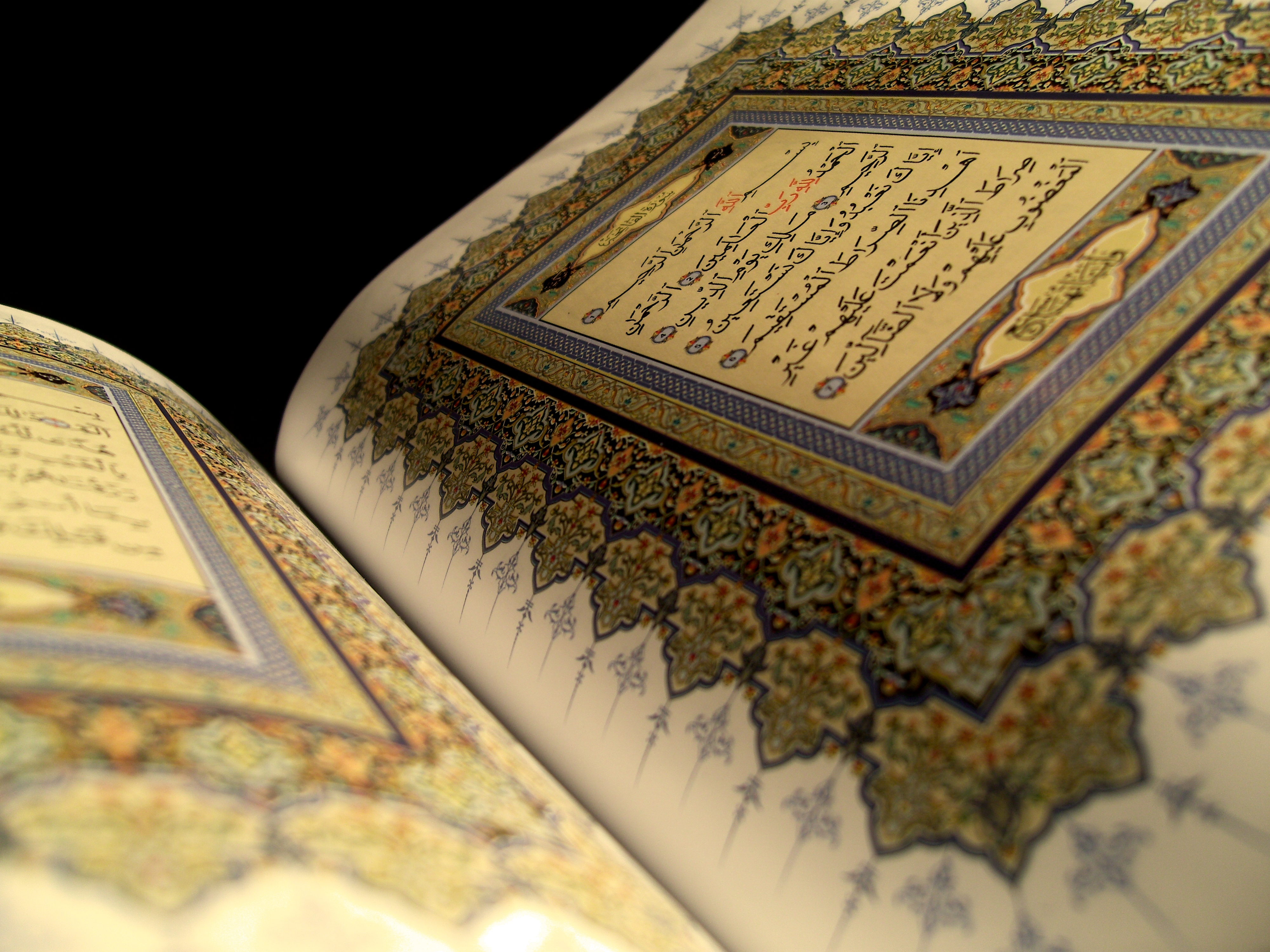
El seguimiento al pie de la letra del Corán es una característica del fundamentalismo clásico.

La expresión fundamentalismo islámico se utiliza en Occidente para describir distintas corrientes políticas o religiosas ligadas al Islam, a las que se designa también con otros términos como islamismo; cuya rama más violenta se denomina yihadismo (que no necesariamente se vincula con el término Yihad) y que local o particularmente se asocia, en países occidentales, con movimientos como el talibán, en interpretaciones rigoristas como el salafismo, e incluso en regímenes políticos como la República islámica (Irán o Sudán) o (de un modo a menudo menos recalcado dada su estrecha alianza con los Estados Unidos, aunque no menos obvio), la monarquía saudí y las del Golfo Pérsico. Se trata de movimientos con características distintas y a menudo opuestos, pero los términos con que se denomina en Occidente a unos u otros tienden a confundirse y a intercambiarse, a lo que ayuda la visualización de elementos como la aplicación de la Ley islámica (Sharía), la no distinción de los ámbitos civil y religioso, o del clero y los seculares, la imposición general de las prescripciones religiosas (prohibición del alcohol) e incluso la vestimenta de la mujer (hiyab, burka, mujeres en Irán, feminismo islámico), el tratamiento de los homosexuales, escándalos puntuales que afectan a la relación entre Islam y Occidente, como la condena a Salman Rushdie, el asesinato de Theo van Gogh, las revueltas por las caricaturas de Mahoma, los atentados que han tenido como objetivo ciudades occidentales (11-S de 2001 en Nueva York, 11-M de 2004 en Madrid, julio de 2005 en Londres y el atentado en París a Charlie Hebdo en 2015), así como las guerras de Afganistán e Irak.

## Acerca del término
Los términos fundamentalismo o integrismo aplicados al islam son una creación occidental, difundida a través de los medios de comunicación principalmente. No es una denominación extraída del propio contexto islámico sino una trasposición del fundamentalismo cristiano, una corriente rigorista protestante del siglo XIX que algunos informadores consideraron similar a diferentes movimientos o corrientes del Islam contemporáneo.[cita requerida]
La oportunidad del uso de estos términos es discutida, ya que, por un lado, suelen aludir a movimientos y corrientes que, aunque el imaginario occidental las dote de cierta unidad, en el seno de las sociedades islámicas son percibidas como diferentes e incluso antagónicas. Por otro lado, incluso las corrientes más parecidas al fundamentalismo cristiano guardan importantes diferencias con él, como por ejemplo el rechazo a la innovación tecnológica, algo inexistente incluso en el islam más tradicionalista. En tercer lugar, muchos autores[¿quién?] consideran inapropiado referirse a una realidad referida a un área cultural determinada con una denominación extraída de otra área, al margen de las analogías que pueda haber entre ambas realidades.
Otros, sin embargo, consideran que puede usarse, aunque con cierta cautela, debido a que está extendido, y otros, por último, reservan el término para corrientes tradicionalistas y específicamente religiosas del islam, y no para los actuales movimientos políticos que se designan con el nombre genérico de islamismo. Con este último sentido el término ha pasado al árabe, aunque su uso no está generalizado.
El rey de Marruecos Hasan II solía definirse a sí mismo como fundamentalista, como un modo de señalar que este concepto nada tenía que ver con el islamismo político. Sin embargo, el experto en el mundo árabe y Oriente Medio Youssef M. Choueiri ha definido el fundamentalismo islámico como «una ideología que busca reestablecer la religión del Islam como un sistema político en el mundo moderno».

## Fundamentalismo, neofundamentalismo e islamismo
En cuanto a los movimientos a los que se suele englobar bajo la denominación de fundamentalistas, los islamólogos suelen distinguir entre:
1. Los tradicionalistas o fundamentalistas propiamente dichos. No son un movimiento político sino una corriente ortodoxa dentro del islam, defensora de la Sharía en su interpretación más tradicional. La denominación fundamentalismo no es aceptada por todos los autores, al ser considerada una trasposición de un concepto occidental. Algunos autores árabes también utilizan esta denominación, adaptada al árabe (usuliyya). Sus características esenciales, que la diferencian de los movimientos políticos designados a veces con el mismo nombre, son:
- En materia de interpretación del islam, son defensores de la tradición. El islam no tiene clero, por lo que teóricamente cualquier creyente tiene capacidad para interpretar los textos sagrados y extraer de ellos las aplicaciones para la vida cotidiana que necesite. Es lo que se llama ijtihad o esfuerzo de interpretación personal, que la doctrina islámica reconoce como algo perfectamente posible. Sin embargo, la tradición, a lo largo de los siglos, ha consagrado lo que se denomina el cierre de las puertas del ijtihad; esto es, la tradición niega al simple creyente la capacidad de interpretar por sí mismo los textos sagrados y otorga esa facultad en exclusiva a los ulemas, organizados en diferentes madhabs o escuelas legales. Ante cualquier problema, el creyente debe abstenerse de hacer una interpretación propia, y acudir a un experto para que emita un dictamen o fatwa. Los fundamentalistas son defensores de esta tradición; por tanto, del poder y la omnipresencia de los ulemas como guías de la sociedad. Como tradicionalistas, son reacios a la participación de las mujeres en la vida pública, algo que el islam en sí mismo no prohíbe, pero que sí ha sido consagrado por la tradición.
- Los fundamentalistas no se organizan como movimientos políticos que pretendan tomar el poder. No desean sustituir a los poderes establecidos sino velar para que estos cumplan fielmente la tradición. Por eso, no se pronuncian acerca de las formas políticas ni la legitimidad de los gobernantes siempre que estos sean fieles musulmanes y tengan en cuenta los dictámenes de los ulemas.

Entre los ejemplos más conocidos de fundamentalismo está la mezquita y universidad de Al-Azhar, en El Cairo, que trata de erigirse en tutora moral de la sociedad egipcia y que tiene gran predicamento en buena parte del mundo islámico.
2. Los islamistas son un movimiento de carácter político surgido en los años 20 del siglo XX y que alcanza su auge a partir de finales de los años 70. Se extienden sobre todo por las universidades y entre las élites cultas, tomando el relevo de los movimientos de carácter marxista o panarabista. Varias características importantes los diferencian del fundamentalismo:
- Son contrarios a la tradición. Los islamistas se remiten a los primeros tiempos del islam y, grosso modo, reniegan del corpus doctrinal legado por la tradición. Por esa razón, son partidarios del ijtihad o esfuerzo de interpretación individual, lo que necesariamente lleva aparejado una pérdida de autoridad de los ulemas. En cierta medida, los islamistas pretenden "democratizar" y descentralizar aún más el islam. En la cuestión de la mujer, los islamistas se remiten a los textos sagrados, que no niegan la participación de las mujeres en la vida pública, siempre que se ajuste a unos cánones que consideran islámicos: separación espacial de sexos, uso del hiyab. Por esta razón, suele darse la aparente paradoja de que las organizaciones islamistas cuenten con una militancia femenina muy superior al de organizaciones políticas laicas, que a menudo suelen ser deudoras del peso de la tradición.
- Son movimientos políticos. Plantean la creación de una sociedad íntegramente islámica, que lleva aparejadas formas de Estado específicamente islámicas. Son contrarios a las monarquías, pues plantean que los gobernantes deben ser electos en algún grado, y susceptibles de ser cesados en el cargo en cualquier momento. A pesar de estas líneas generales, los diferentes grupos islamistas no tienen ideas comunes sobre qué es una forma de Estado propiamente islámica. Su teoría en este aspecto es relativamente vaga, ya que plantean que la sociedad islámica surgirá naturalmente de una umma o comunidad de creyentes sinceramente musulmana y capaz de interpretar los textos sagrados convenientemente. En teoría, los movimientos islamistas desean la superación de las fronteras e identidades nacionales de los países islámicos en favor de una identidad islámica común. Las prácticas, sin embargo, están muy ligadas a los intereses nacionales de cada organización. Los ejemplos más claro de islamismo son los Hermanos Musulmanes, una poderosa organización egipcia que ha dado lugar a réplicas en varios lugares (Hizbullah, Hamás, Refah Partisi, etc.), y el régimen de Irán. Hay no obstante diferencias importantes entre islamistas sunníes e islamistas chiíes debido a la existencia dentro del chiismo de una cierta clericalización y debido a la importante centralidad que para estos últimos tiene la revolución iraní, ajena sin embargo a los sunníes.
- Los islamistas se dividen en dos corrientes, una original, "moderada", representada por los Hermanos Musulmanes y afines, y otra partidaria de la violencia política que ha dado lugar a la miríada de organizaciones llamadas Asamblea Islámica o Yihad Islámico.

3. Los neofundamentalistas son un movimiento surgido del islamismo pero que conjuga los planteamientos originales de este con los tradicionales del fundamentalismo. Son sus características:
- Son, como el islamismo, un movimiento político. En general, tiene su origen en el ala más radical de este, y suele citarse como una de las razones de su aparición el diferente nivel cultural de su militancia: si en los partidos islamistas el perfil del militante es urbano y universitario, con dirigentes de media o alta cualificación profesional, en las organizaciones neofundamentalistas abunda la militancia procedente de las áreas periféricas y paupérrimas de las grandes ciudades, aún muy conectadas al campo y atraídas hacia estas organizaciones a menudo a causa de su sistema de ayuda social. Es una militancia, por tanto, imbuida de una educación tradicional y fundamentalista, aunque recelosa del establishment de ulemas vinculado al poder.
- Conjugan aspectos innovadores (islamistas) como el ijtihad con interpretaciones tradicionalistas. En la práctica, ello se traduce en que no reconocen a los ulemas oficiales, pero a menudo se convierten ellos mismos en ulemas autoproclamados, con escasa formación en materia religiosa pero con un poder absoluto a la hora de emitir fatwas. Son extremadamente reacios a la participación de las mujeres en lo público. En general, sus planteamientos suelen ser de un fundamentalismo extremo y de una escasa armazón teórica.
- Derivado de lo anterior, practican constantemente el takfir o anatema, es decir, decretan que tal persona (generalmente quienes se oponen abiertamente a ellos, así como miembros del Gobierno o de las fuerzas de seguridad) no es musulmana sino enemiga del islam, y es por tanto lícita cualquier violencia que se ejerza contra ella. El anatema es un paso que no suelen dar ni los ulemas más fundamentalistas, ni tampoco los islamistas. En general, los neofundamentalistas son movimientos muy polarizados en torno a líderes carismáticos, y con discursos y prácticas que a menudo escandalizan tanto a fundamentalistas como a islamistas.

Los neofundamentalistas son los movimientos más conocidos en occidente, ya que a esta corriente pertenecen grupos como los talibán, Al-Qaeda, el FIS argelino, Estado Islámico o Boko Haram.

## Interpretación de los textos religiosos

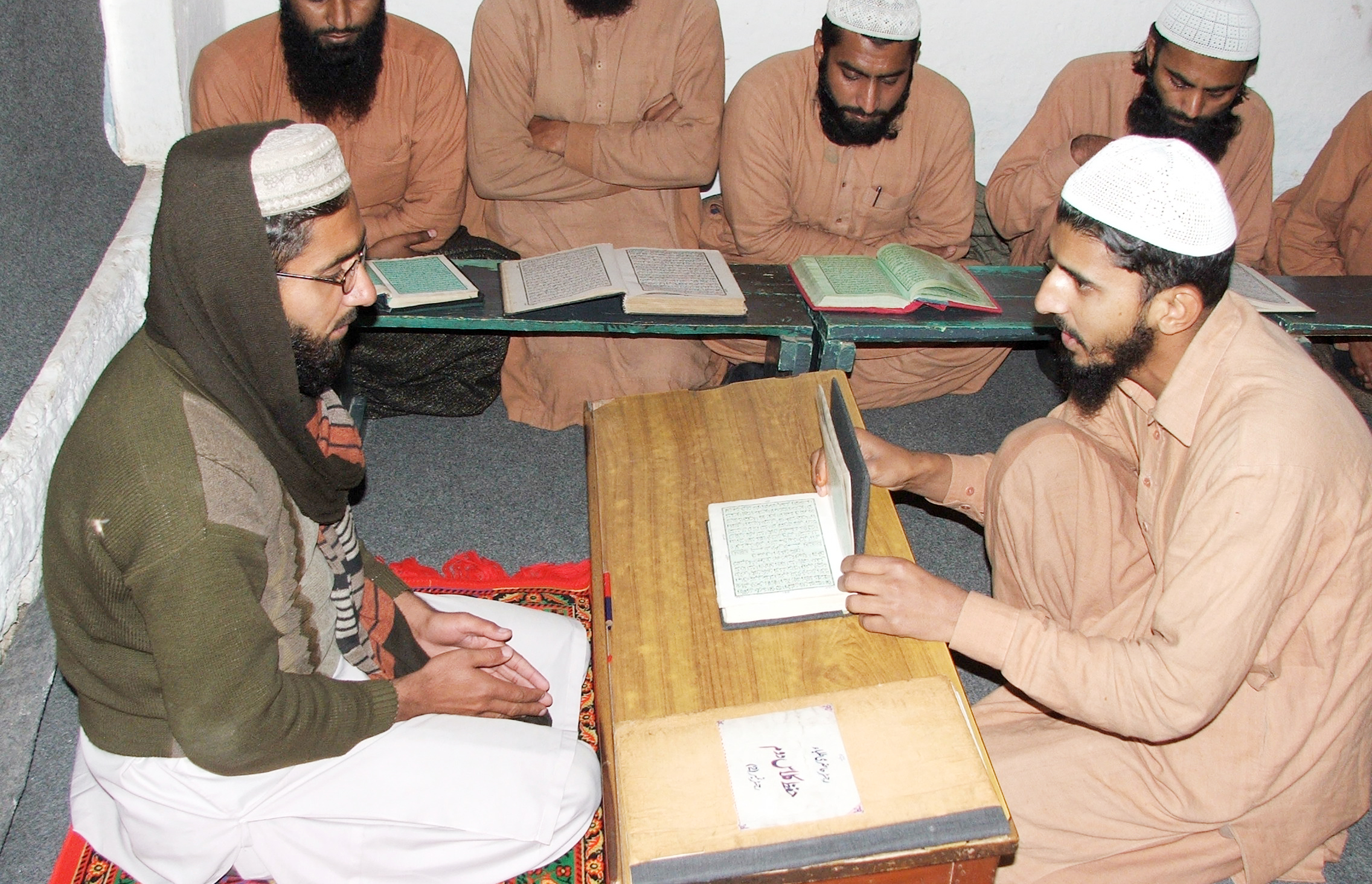
La enseñanza del Corán.

Los musulmanes mantienen la creencia de que el Corán fue dictado por Alá, a través del arcángel Gabriel, a Mahoma, y que el texto actual del Corán es idéntico al que Mahoma recibió. Tradicionalmente, el islam ha enseñado también que la correcta interpretación del Corán debe basarse únicamente en el mismo Corán y en las Sunas (las recopilaciones orales de las enseñanzas y prácticas de Mahoma). Esto excluye la tradición, la práctica popular e incluso cualquier clase de razonamiento externo.
Una de las interpretaciones más antiguas en la que se basa el fundamentalismo islámico puede encontrarse en la leyenda de Al-Khidr, en la que este mítico personaje fue cuestionado por Moisés sin comprender sus aparentes actitudes irracionales, y olvidar que Khidr poseía un conocimiento superior emanado directamente de Alá.
Igual que los seguidores de otros movimientos fundamentalistas, los fundamentalistas islámicos sostienen que los problemas del mundo provienen de las influencias seculares. Es más, el camino a la paz y la justicia en el mundo se basa en el retorno al mensaje original de la fe, combinado con un rechazo sistemático de todas las Bid'ah ("innovaciones") y tradiciones antiislámicas.
Los grupos que abogan por el islamismo responden invariablemente a una compleja situación sociopolítica, con profundas raíces en el entorno local. Ante la existencia de numerosos regímenes corruptos y no democráticos extendidos por todo el mundo musulmán, no es sorprendente que durante gran parte del siglo XX la forma dominante de disensión política en estos países fuera el Marxismo. Sin embargo, el fin de la URSS y de la Guerra Fría desacreditaron para algunos, y especialmente de cara a la propaganda y medios de prensa liberales, enormemente las ideologías de izquierdas y en particular el marxismo; el vacío político que ello generó en el ideario colectivo de un importante sector de la sociedad más o menos imbuido por el mensaje dominante de descrédito a la izquierda, reforzó a los partidos islámicos.

## Conflictos con el estado secular
El fundamentalismo islámico ha entrado en conflicto con el estado secular, el cual se basa, principalmente, en la Declaración universal de los derechos humanos. Este conflicto se ha centrado principalmente en:
- La prioridad de los derechos humanos y la ley civil sobre los derechos de los grupos religiosos y la religión.
- La igualdad entre hombres y mujeres.
- La separación entre iglesia/religión/culto y estado.
- La aceptación de los derechos religiosos, incluida la apostasía.